# Kamari
Kamari – wieś w południowo-wschodniej części wyspy Santoryn w archipelagu Cyklad w gminie Thira, w Grecji.

## Atrakcje turystyczne
- kościół Zoodochos Pigi położony przy naturalnym źródle[1]
- plaża z czarnym piaskiem[2]
- kino plenerowe[3]